# Кетрін Коулман
Кетрін Грейс Коулман (Catherine Grace «Cady» Coleman; 14 грудня 1960, Чарльстон, Південна Кароліна, США) — американська астронавтка НАСА, в минулому — хімікиня й колишня офіцерка ВПС США. Ветеранка двох місій «Шаттл», працювала на борту Міжнародної космічної станції як членкиня екіпажу 26-ї експедиції.

## Освіта
Коулман закінчила середню школу ім. Вілберта Вудсона, Ферфакс, штат Вірджинія, у 1978 році. У 1979-1980 роках як студентка за обміном навчалась у норвезькій школі муніципалітету Рейкен. Отримала ступінь бакалавра з хімії від Массачусетського технологічного інституту у 1983 році.

## Військова кар'єра
Після здобуття регулярної освіти Коулман вступила у ВПС США в званні другої лейтенантки, продовжуючи свою дипломну роботу на ступінь докторки філософії в Массачусетському університеті в Емгерсті. У 1988 році вона вступила на військову службу на авіаційній базі Райт-Паттерсон як хімікиня-дослідниця. У 1991 році здобула докторський ступінь з хімії полімерів. Пішла у відставку в листопаді 2009 року.

## Кар'єра у НАСА

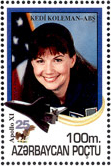
Коулман на азербайджанській марці, 1995.

Коулман була обрана НАСА у 1992 році як спеціалістка космічної місії і взяла участь у двох місіях «Шаттл». У 1995 році вона була членкинею екіпажу STS-73, що проводив різноманітні біотехнологічні експерименти. Під час польоту вона повідомила в Центр управління польотами в Г'юстоні, що помітила непізнаний літаючий об'єкт.

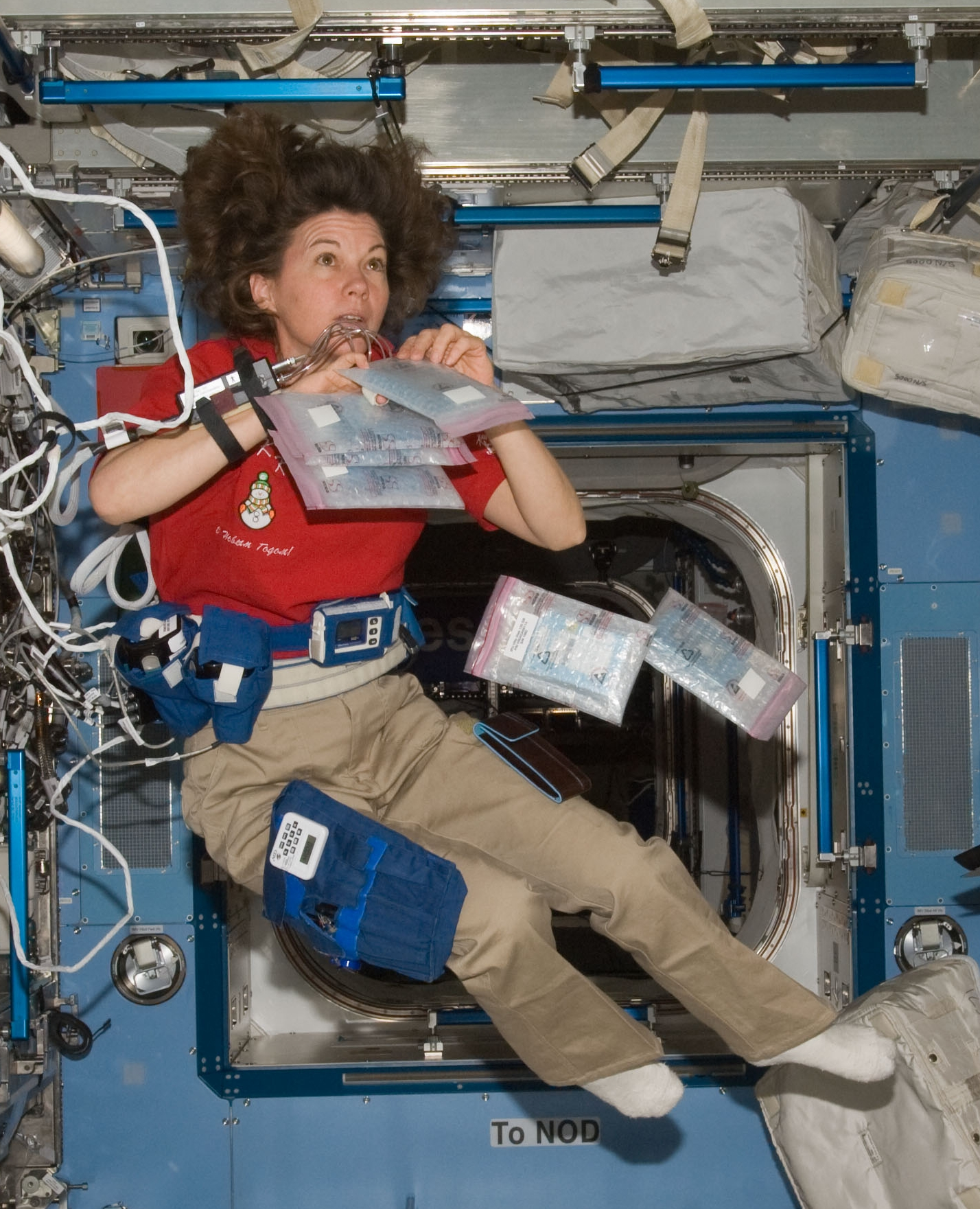
Кетрін Коулман на МКС, 2011.

Вона також проходила навчання для місії STS-83 як запасна членкиня екіпажу, але в експедиції не брала участь. Однак взяла участь у місії STS-93 як спеціалістка місії. Кетрін Коулман також взяла участь у 26-ї експедиції на МКС.

## Особисте життя
Коулман одружена з художником Джошем Сімпсоном. Захоплюється музикою, грає на флейті, бере участь у музичній групі «Bandella», в яку, крім неї, також входять Стівен Робінсон, канадський астронавт Кріс Хадфилд і Мікі Петтіт (дружина астронавта Дона Петтіта).
Кетрін Коулман — шанувальниця творчості групи Jethro Tull. 2011 року записала відео з Міжнародної космічної станції, в якому привітала під час концерту публіку і музикантів Jethro Tull з Днем космонавтики та виконала партію флейти в композиції «Bourée» під акомпанемент музикантів групи на сцені. Чи була хоч одна трансляція з МКС прямий, не повідомляється.
Коулман має ліцензію на аматорський радіозв'язок, позивний KC5ZTH. Інші захоплення: польоти, підводне плавання, спорт.